# Campylopus hawaiicoflexuosus
Campylopus hawaiicoflexuosus är en bladmossart som först beskrevs av C. Müller, och fick sitt nu gällande namn av C. Müller 1900. Campylopus hawaiicoflexuosus ingår i släktet nervmossor, och familjen Dicranaceae. Inga underarter finns listade i Catalogue of Life.